# Иваничи (Дядьковичская сельская община)
Иваничи (укр. Іваничі) — село в Дядьковичской сельской общине Ровненского района Ровненской области Украины.
Население по переписи 2001 года составляло 232 человека. Почтовый индекс — 35363. Телефонный код — 362. Код КОАТУУ — 5624686706.

## История
В 1946 г. Указом Президиума ВС УССР село Яневичи переименовано в Иваничи.